# Tarrafal
Tarrafal ist ein Ort im Nordwesten der Insel Santiago der Republik Kap Verde mit ca. 18.000 Einwohnern. Er gehört administrativ zum gleichnamigen Concelho Tarrafal. Bekannt wurde der Ort durch ein Konzentrationslager, das Campo do Tarrafal, welches das portugiesische Salazar-Regime (1926–1974) dort errichtete und in dem politische Gegner interniert wurden.
Heute ist Tarrafal hauptsächlich wegen seines Palmenstrandes bekannt, außerdem gilt es als beliebter Ausflugsort der wohlhabenderen Bewohner der Landeshauptstadt Praia.

## Sehenswürdigkeiten
Sehenswert sind neben dem Palmenstrand der Hauptplatz mit der Kirche Santo Amaro Abade, dem Rathaus (Cámara Municipal) und der Alten Markthalle (Mercado Municipal). Am Strand ist das Alte Zollgebäude (Alfândega Velha) beachtenswert. Das Zentrum der Stadt erweckt mit schnurgeraden, zum Teil baumbestandenen Straßen einen gepflegten Eindruck.
Die Anlagen des ehemaligen Konzentrationslagers sind als Gedenkstätte erhalten geblieben und können gegen geringen Eintritt besichtigt werden. Es befinden sich Erläuterungstafeln an den Gebäuden und eine Ausstellung ist eingerichtet. Seit 2006 steht die Gedenkstätte unter besonderen staatlichen Denkmalschutz.

## Infrastruktur
Tarrafal verfügt über mehrere Hotels, Gaststätten und Pensionen. In den Hauptgeschäftsstraßen Rua Centro, Rua Macaco und Rua Bibinha Cabral bestehen gute Einkaufsmöglichkeiten. Im Stadtzentrum gibt es ebenfalls ein Gesundheitszentrum (Centro de Saúde), eine Bank und ein Postamt.
Die wichtigste Busstation befindet sich unweit der Neuen Markthalle (Mercado Novo). Mit den für die Kapverden typischen „Aluguer-Bussen“ ist Tarrafal mehrmals täglich – allerdings nicht an Sonn- oder Feiertagen – mit der Hauptstadt Praia verbunden, evtl. muss man in Assomada umsteigen. Die Fahrzeit von Tarrafal nach Praia beträgt etwa zwei Stunden.

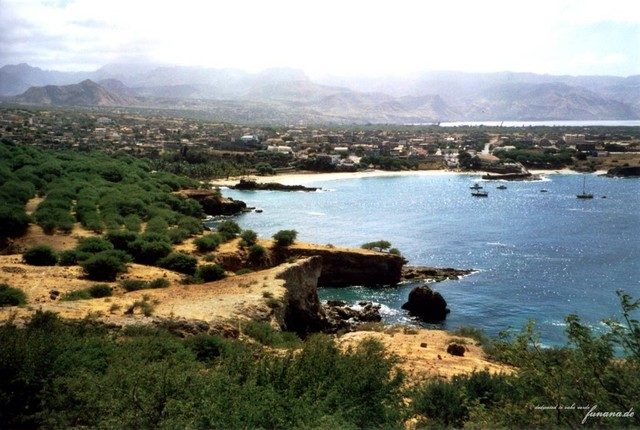
Blick auf die Stadt und Bucht von Tarrafal
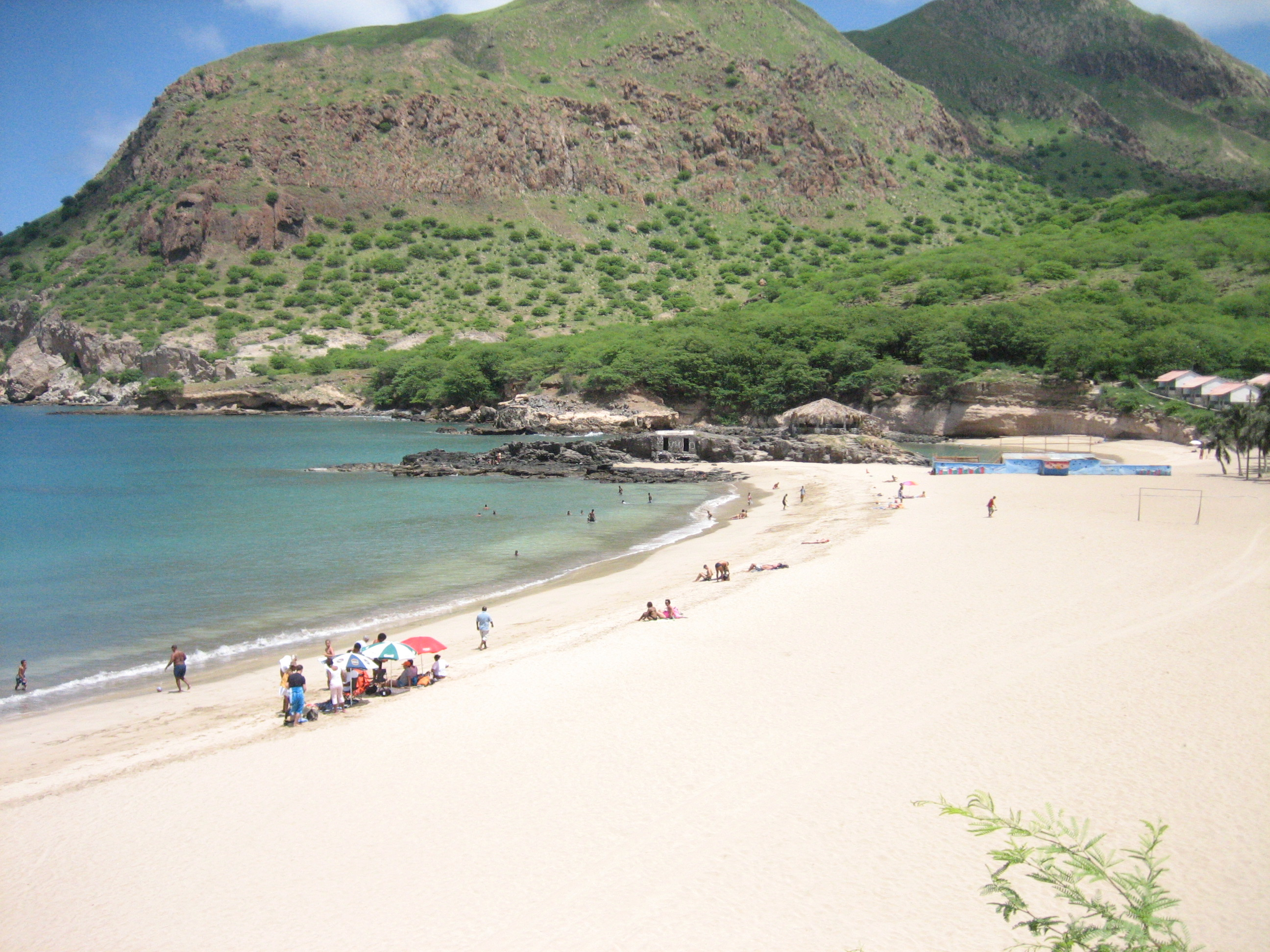
Der bekannte Strand von Tarrafal
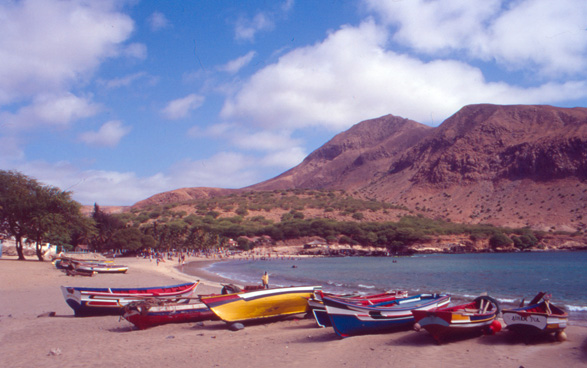
Strand
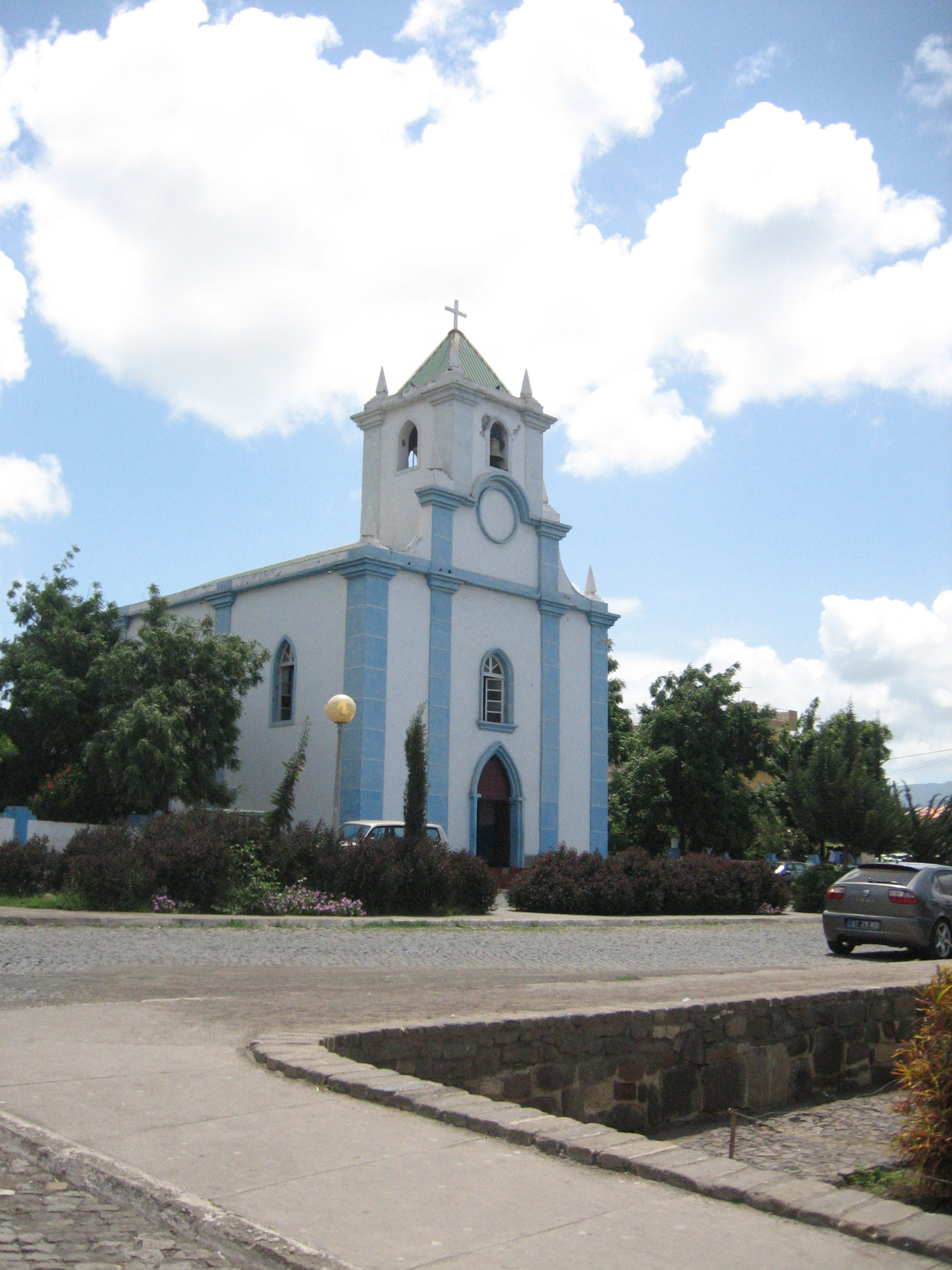
Kirche Santo Amaro Abade
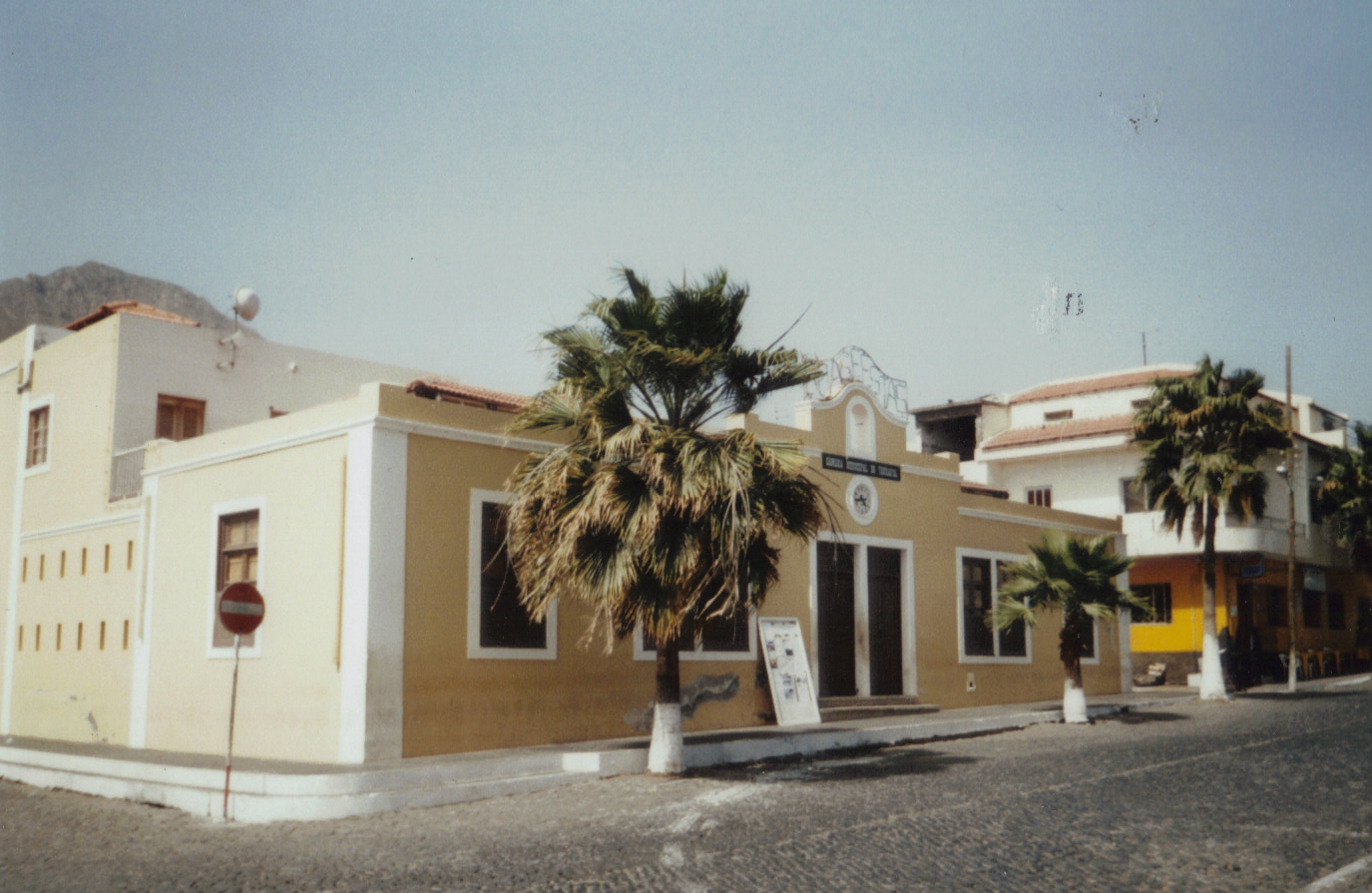
Rathaus
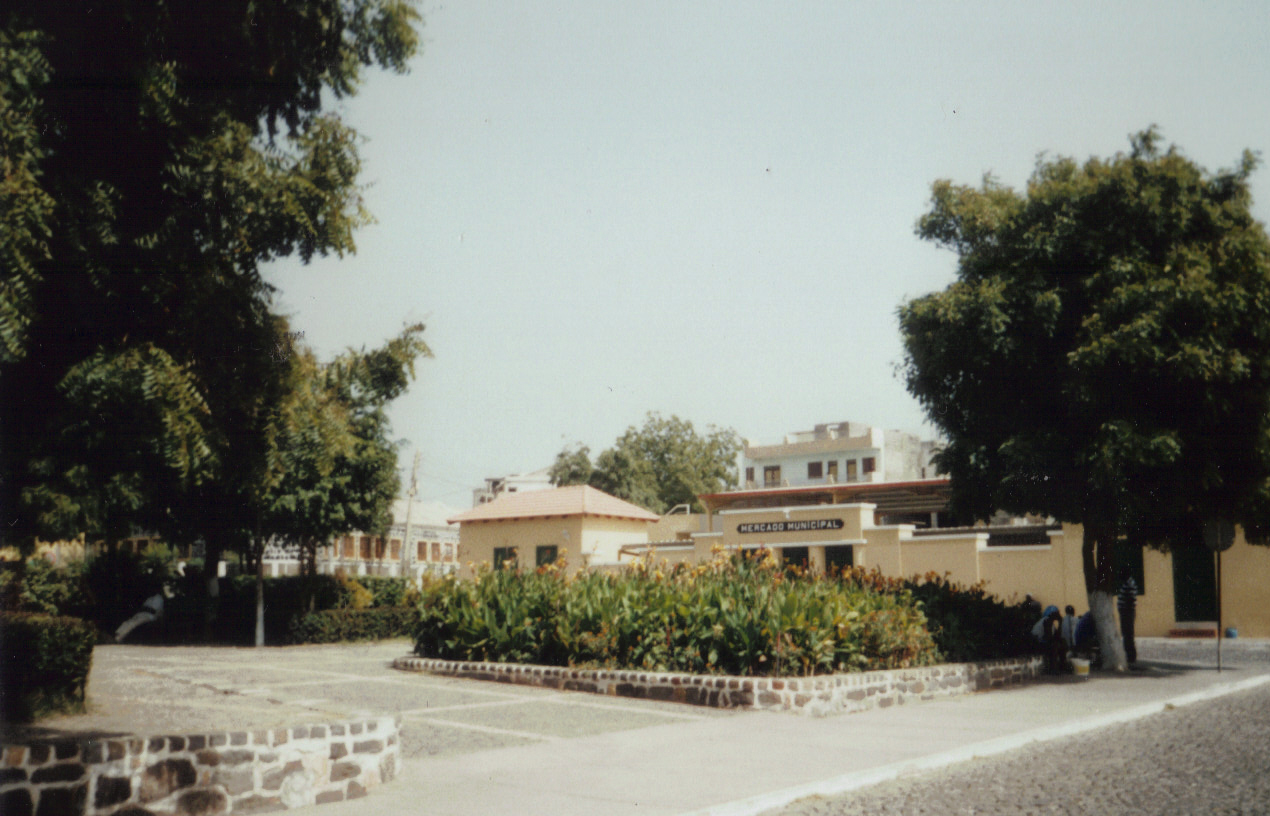
Markthalle
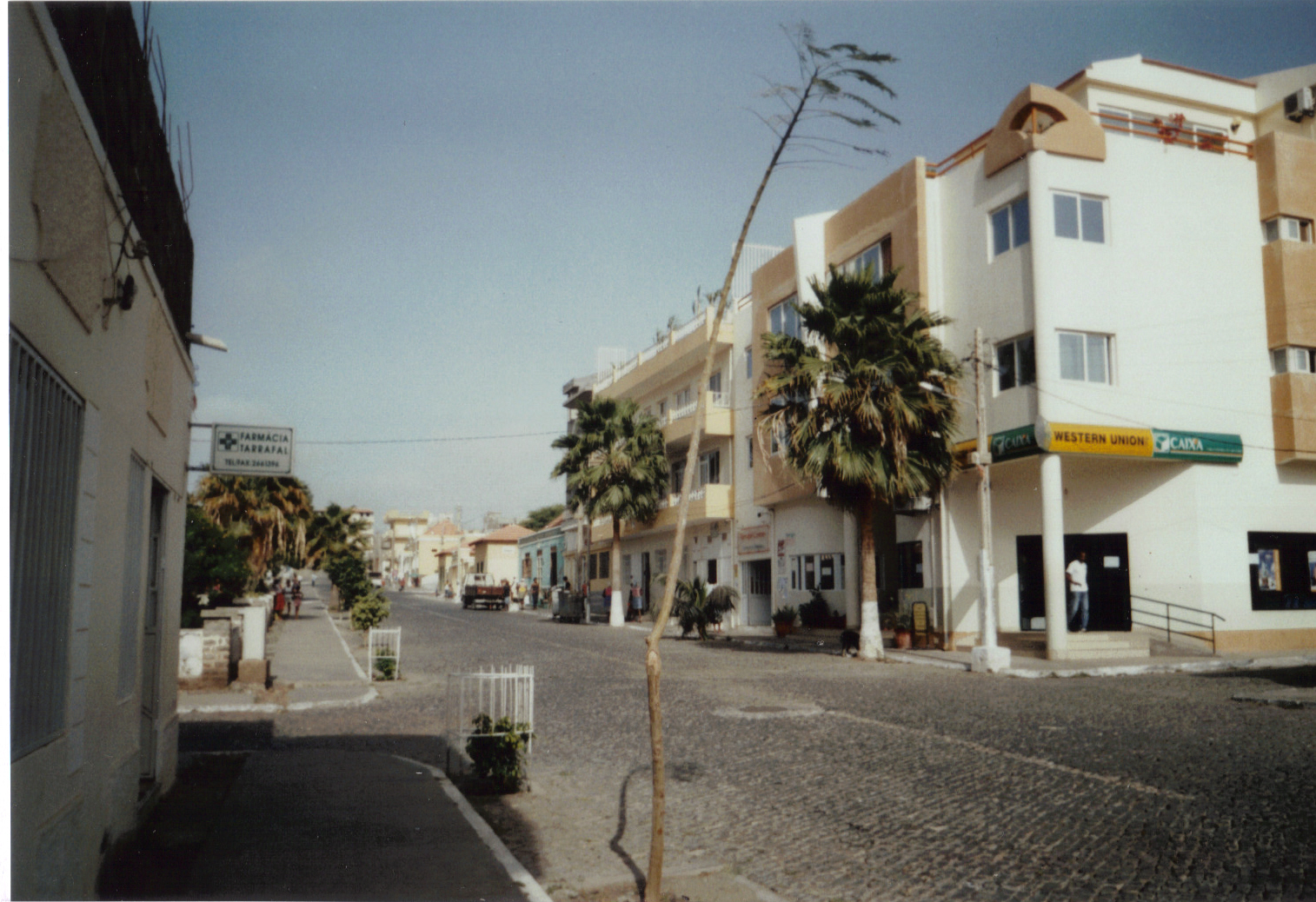
Hauptstraße

## Söhne und Töchter der Gemeinde
- Mário Lúcio (* 1964), kapverdischer Sänger
- Elisabeth Moreno (* 1970), französisch-kapverdische Unternehmerin und Politikerin
- Pedro Celestino Silva Soares (* 1987), kapverdischer Fußballspieler
- Ronisia (* 1999), kapverdische Pop-Rock-Sängerin